# アイスランド航空

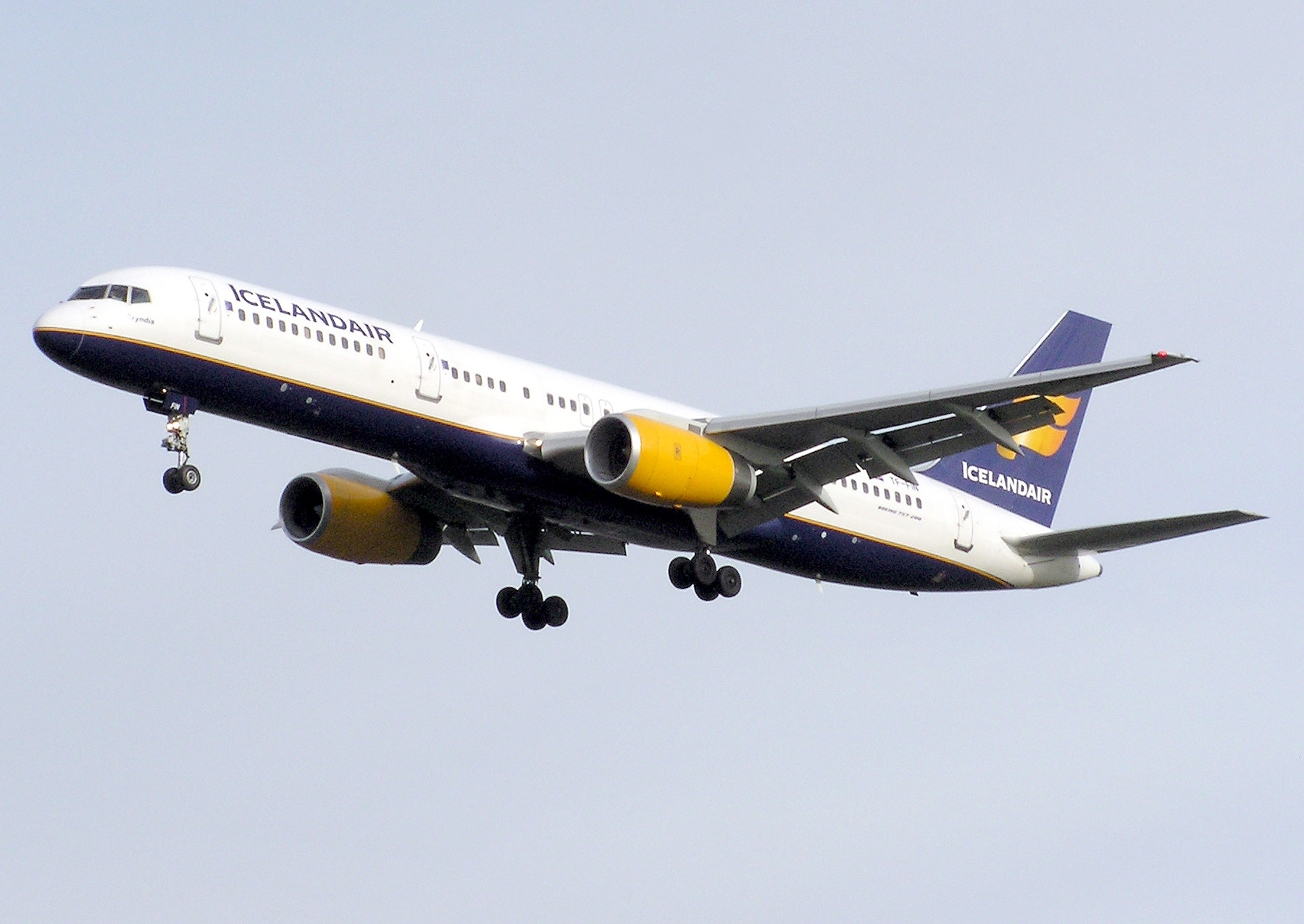
ボーイング757-200

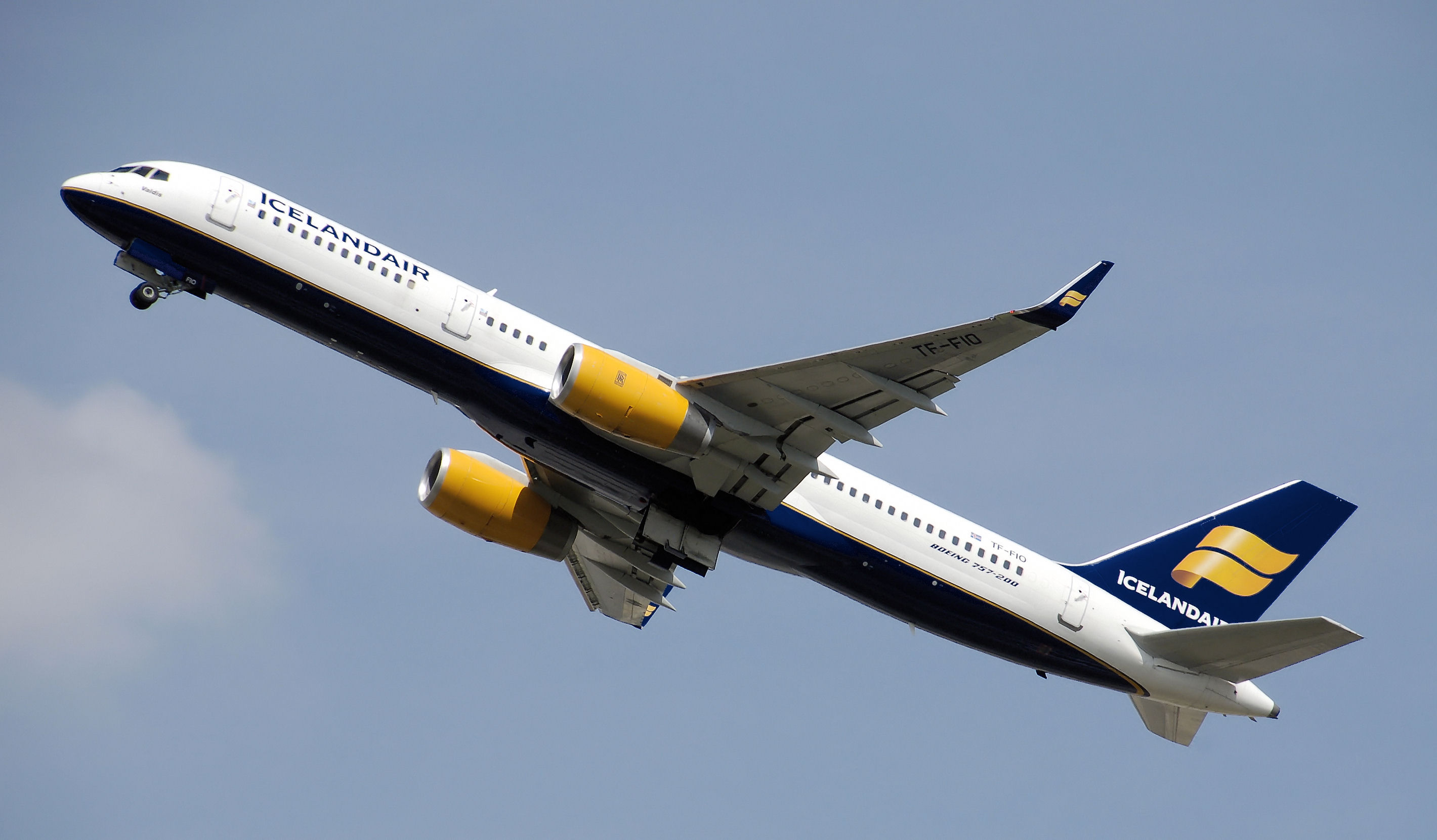
ボーイング757‐200（WL装着機）

アイスランド航空（Icelandair）はアイスランドの航空会社の一つ。

## 概要
アイスランドの首都であるレイキャヴィーク近郊のケプラヴィーク国際空港を拠点としている。アイスランドへの乗客需要はあまり多くないが、同国がヨーロッパと北米の中間地点に位置していることから、乗り継ぎ客を重視した路線編成を行っている。日本へはチャーター便として羽田空港などへの飛来実績がある。
航空券の座席予約システム（CRS）は、アマデウスITグループが運営するアマデウスを利用している。

## 歴史
アイスランド航空の前身となった航空会社の一社、Flugfélag Akureyrarは、1937年、アイスランド北部の都市アークレイリを拠点として設立された。同社は後に本拠地をレイキャヴィークに移し、Flugfélag Íslandsに改名した。1945年には国際線の運航を開始、国外では当初Iceland Airwaysの名称を、後にIcelandairの名称を使用した。
また1944年にはLoftleiðir(英名：アイスランディック航空Icelandic Airlines　en）が設立され、当初はレイキャヴィーク空港から国内線を、1947年には国際線の運航を開始した。1964年、格安航空会社 の先駆として北大西洋上を連絡する便に速度の遅い機体カナディアCL-44を導入、全席エコノミー仕様でサービスを開始、1970年にはDC-8に更新し継続した。

1973年、この2社は合併してFlugleiðirとなったが、運航はそれぞれの名称で行われていた。しかし1979年には運航も統一されることになり、"F"をデザインしたロゴもこのとき採用された。
1997年には、国内線等の短距離路線を担う子会社としてエア・アイスランド(Flugfélag Íslands)が設立された。

## 就航路線
2024年8月現在
| 国・地域                                           | 都市名             | 空港名                                                 | 備考                 |
| ヨーロッパ                                         | ヨーロッパ         | ヨーロッパ                                             | ヨーロッパ           |
| -------------------------------------------------- | ------------------ | ------------------------------------------------------ | -------------------- |
| イギリス                                           | グラスゴー         | グラスゴー国際空港                                     |                      |
| イギリス                                           | ロンドン           | ヒースロー国際空港                                     |                      |
| イギリス                                           | ロンドン           | ガトウィック空港                                       |                      |
| イギリス                                           | マンチェスター     | マンチェスター国際空港                                 |                      |
| ドイツ                                             | ベルリン           | ブランデンブルク国際空港                               |                      |
| ドイツ                                             | フランクフルト     | フランクフルト国際空港                                 |                      |
| ドイツ                                             | ハンブルク         | ハンブルク空港                                         |                      |
| ドイツ                                             | ミュンヘン         | ミュンヘン国際空港                                     |                      |
| スペイン                                           | アリカンテ         | アリカンテ＝エルチェ・ミゲル・エルナンデス空港         |                      |
| スペイン                                           | バルセロナ         | バルセロナ＝エル・プラット国際空港                     |                      |
| スペイン                                           | グラン・カナリア島 | グラン・カナリア空港                                   | 季節運航             |
| スペイン                                           | マドリード         | アドルフォ・スアレス・マドリード＝バラハス空港         | 季節運航             |
| スペイン                                           | テネリフェ島       | テネリフェ・ノルテ空港                                 |                      |
| オランダ                                           | アムステルダム     | アムステルダム・スキポール空港                         |                      |
| ノルウェー                                         | ベルゲン           | ベルゲン空港                                           | 季節運航             |
| ノルウェー                                         | オスロ             | オスロ空港                                             |                      |
| デンマーク                                         | ビルン             | ビルン空港                                             | 季節運航             |
| デンマーク                                         | コペンハーゲン     | コペンハーゲン空港                                     |                      |
| デンマーク                                         | フェロー諸島       | ヴォーアル空港                                         | レイキャビク空港発着 |
| ベルギー                                           | ブリュッセル       | ブリュッセル空港                                       |                      |
| アイルランド                                       | ダブリン           | ダブリン空港                                           |                      |
| スイス                                             | ジュネーヴ         | ジュネーヴ空港                                         | 季節運航             |
| スイス                                             | チューリッヒ       | チューリッヒ空港                                       |                      |
| フィンランド                                       | ヘルシンキ         | ヘルシンキ・ヴァンター空港                             |                      |
| オーストリア                                       | インスブルック     | インスブルック空港                                     | 季節運航             |
| オーストリア                                       | ザルツブルク       | ザルツブルク空港                                       | 季節運航             |
| ポルトガル                                         | リスボン           | ウンベルト・デルガード空港                             | 季節運航             |
| イタリア                                           | ミラノ             | ミラノ・マルペンサ空港                                 | 季節運航             |
| イタリア                                           | ローマ             | ローマ・フィウミチーノ空港                             |                      |
| イタリア                                           | ヴィローナ         | ヴィローナ＝ヴィッラフランカ空港                       | 季節運航             |
| フランス                                           | ニース             | コート・ダジュール空港                                 | 季節運航             |
| フランス                                           | パリ               | シャルルドゴール空港                                   |                      |
| チェコ                                             | プラハ             | ヴァーツラフ・ハヴェル・プラハ国際空港                 | 季節運航             |
| スウェーデン                                       | ストックホルム     | アーランダ空港                                         |                      |
| グリーンランド(ヌーク線を除きレイキャビク空港発着) |                    |                                                        |                      |
| グリーンランド                                     | イルリサット       | イルリサット空港                                       | 季節運航             |
| グリーンランド                                     | クルスク           | クルスク空港                                           |                      |
| グリーンランド                                     | ナルサルスアーク   | ナルサルスアーク                                       | 季節運航             |
| グリーンランド                                     | ヌーク             | ヌーク空港                                             |                      |
| 北米                                               |                    |                                                        |                      |
| アメリカ合衆国                                     | ボルチモア         | ボルチモア・ワシントン国際空港                         |                      |
| アメリカ合衆国                                     | ボストン           | ジェネラル・エドワード・ローレンス・ローガン国際空港   |                      |
| アメリカ合衆国                                     | シカゴ             | シカゴ・オヘア国際空港                                 |                      |
| アメリカ合衆国                                     | デンバー           | デンバー国際空港                                       |                      |
| アメリカ合衆国                                     | デトロイト         | デトロイト・メトロポリタン・ウェイン・カウンティ空港   | 季節運航             |
| アメリカ合衆国                                     | ミネアポリス       | ミネアポリス・セントポール国際空港                     | 季節運航             |
| アメリカ合衆国                                     | ニューヨーク       | ジョン・F・ケネディ国際空港                            |                      |
| アメリカ合衆国                                     | ニューヨーク       | ニューアーク・リバティー国際空港                       |                      |
| アメリカ合衆国                                     | オーランド         | オーランド国際空港                                     | 季節運航             |
| アメリカ合衆国                                     | ピッツバーグ       | ピッツバーグ国際空港                                   | 季節運航             |
| アメリカ合衆国                                     | ポートランド       | ポートランド国際空港                                   | 季節運航             |
| アメリカ合衆国                                     | ローリー           | ローリー・ダーラム国際空港                             |                      |
| アメリカ合衆国                                     | シアトル           | シアトル・タコマ国際空港                               |                      |
| アメリカ合衆国                                     | ワシントンD.C.     | ロナルド・レーガン・ワシントン・ナショナル空港         |                      |
| カナダ                                             | トロント           | トロント・ピアソン国際空港                             |                      |
| カナダ                                             | バンクーバー       | バンクーバー国際空港                                   |                      |
| カナダ                                             | ハリファックス     | ハリファックス・ロバート・Ｌ・スタンフィールド国際空港 | 季節運航             |

## 機材

### 現在の保有機材
| 機材                              | 運用数 | 発注数 | 座席数 | 座席数 | 座席数 | 備考                                        |
| 機材                              | 運用数 | 発注数 | J      | Y      | 計     | 備考                                        |
| --------------------------------- | ------ | ------ | ------ | ------ | ------ | ------------------------------------------- |
| エアバスA321LR                    | -      | 7      | TBA    | TBA    | TBA    | 2024年後半より納入予定                      |
| エアバスA321XLR                   | -      | 13     | TBA    | TBA    | TBA    | 2029年より納入開始予定 12機のオプション付き |
| ボーイング737 MAX 8               | 15     | 1      | 16     | 144    | 160    |                                             |
| ボーイング737 MAX 9               | 4      | -      | 16     | 162    | 178    |                                             |
| ボーイング757-200                 | 13     | -      | 22     | 161    | 183    | 2026年までに退役予定                        |
| ボーイング757-200                 | 13     | -      | 20     | 164    | 184    | 2026年までに退役予定                        |
| ボーイング757-200                 | 13     | -      | 80     | -      | 80     | 2026年までに退役予定                        |
| ボーイング757-300                 | 2      | -      | 22     | 203    | 225    | 2026年までに退役予定                        |
| ボーイング767-300ER               | 3      | -      | 25     | 237    | 262    |                                             |
| デ・ハビランド・カナダ DHC-8-Q200 | 3      | -      | -      | 37     | 37     | エア・アイスランドによる運航                |
| ボンバルディア DHC-8-Q400         | 3      | -      | -      | 72     | 72     | エア・アイスランドによる運航                |
| ボンバルディア DHC-8-Q400         | 3      | -      | -      | 76     | 76     | エア・アイスランドによる運航                |
| 貨物機                            |        |        |        |        |        |                                             |
| ボーイング757-200PF               | 1      | -      | 貨物   | 貨物   | 貨物   |                                             |
| ボーイング767-300BCF              | 2      | -      | 貨物   | 貨物   | 貨物   |                                             |
| 計                                | 46     | 21     |        |        |        |                                             |

### 過去の保有機材
- エアバスA319-100
- アブロ アンソン
- ビーチクラフト モデル 18
- ボーイング727-100C/200
- ボーイング737-300/400
- ボーイング747-100
- カナディア CL-44
- デ・ハビランド DH.89 ドラゴン・ラピード
- デ・ハビランド・カナダ DHC-6
- ダグラス C-47 スカイトレイン
- ダグラス C-54 スカイマスター
- ダグラス DC-6B
- ダグラス DC-8-33/55/61CF/63/71
- フォッカー F27
- フォッカー 50
- グラマン G-21 グース
- ロッキード L-749 コンステレーション
- マクドネル・ダグラス DC-10-30CF
- ノールダイン ノースマン
- スティンソン・リライアント
- ビッカース バイカウント
- ワコー Sシリーズ

### ギャラリー

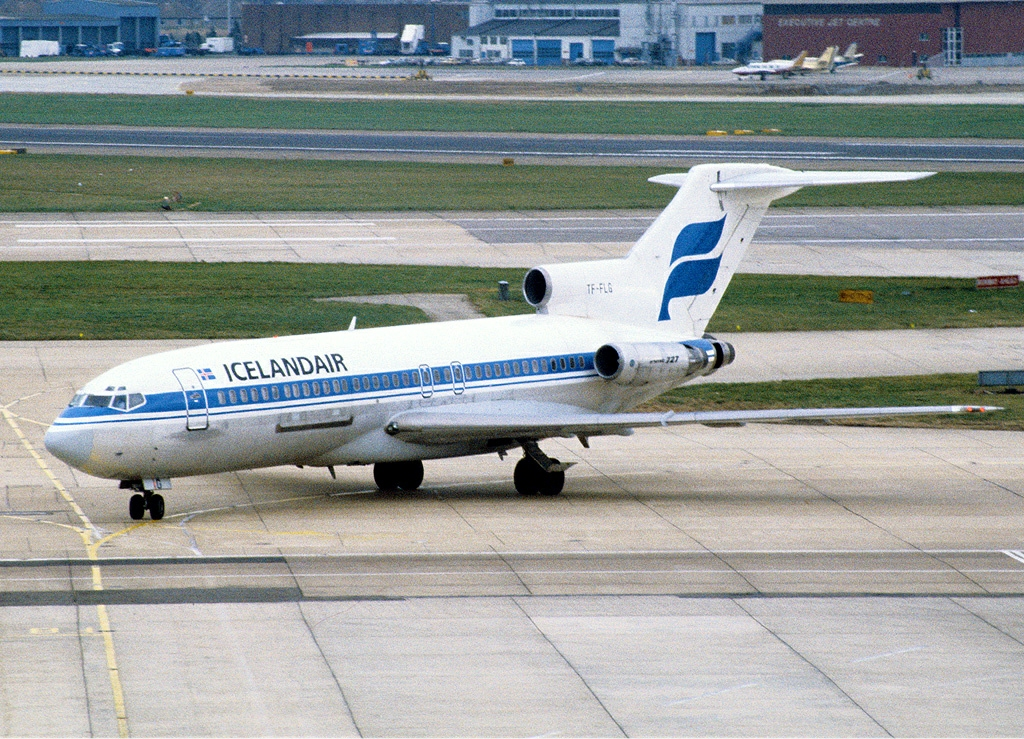
ボーイング727-100C
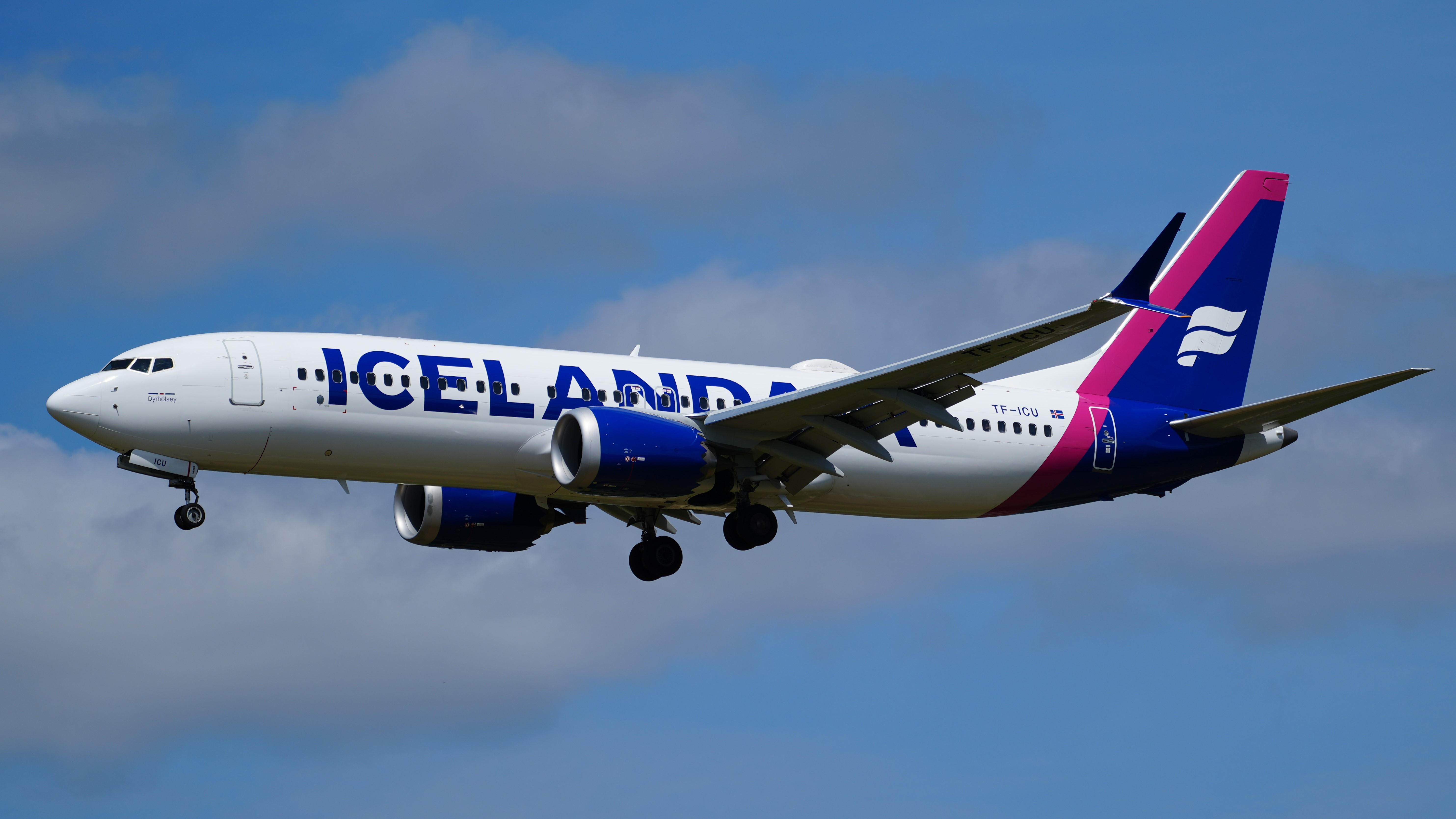
ボーイング737 MAX 8
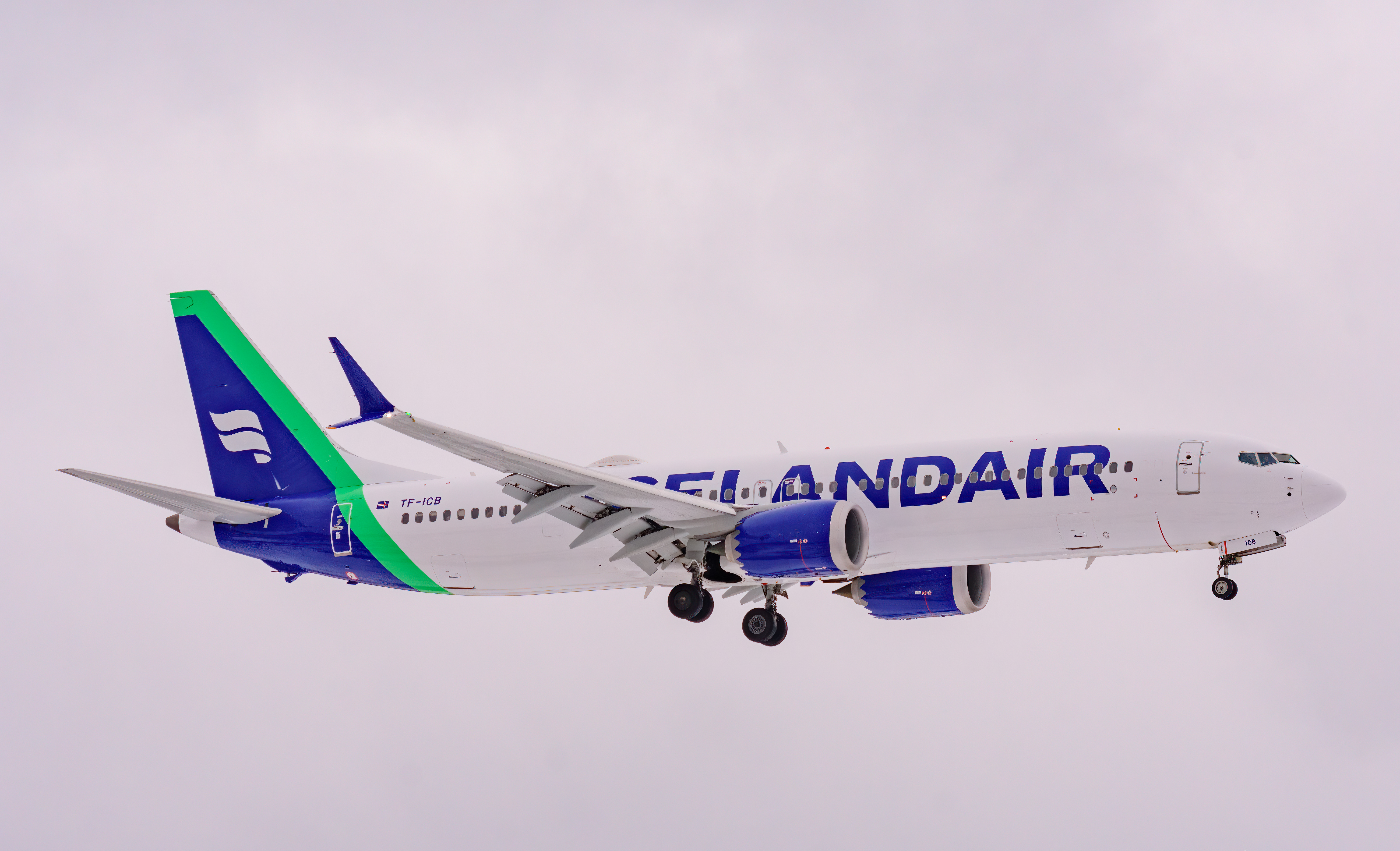
ボーイング737 MAX 9
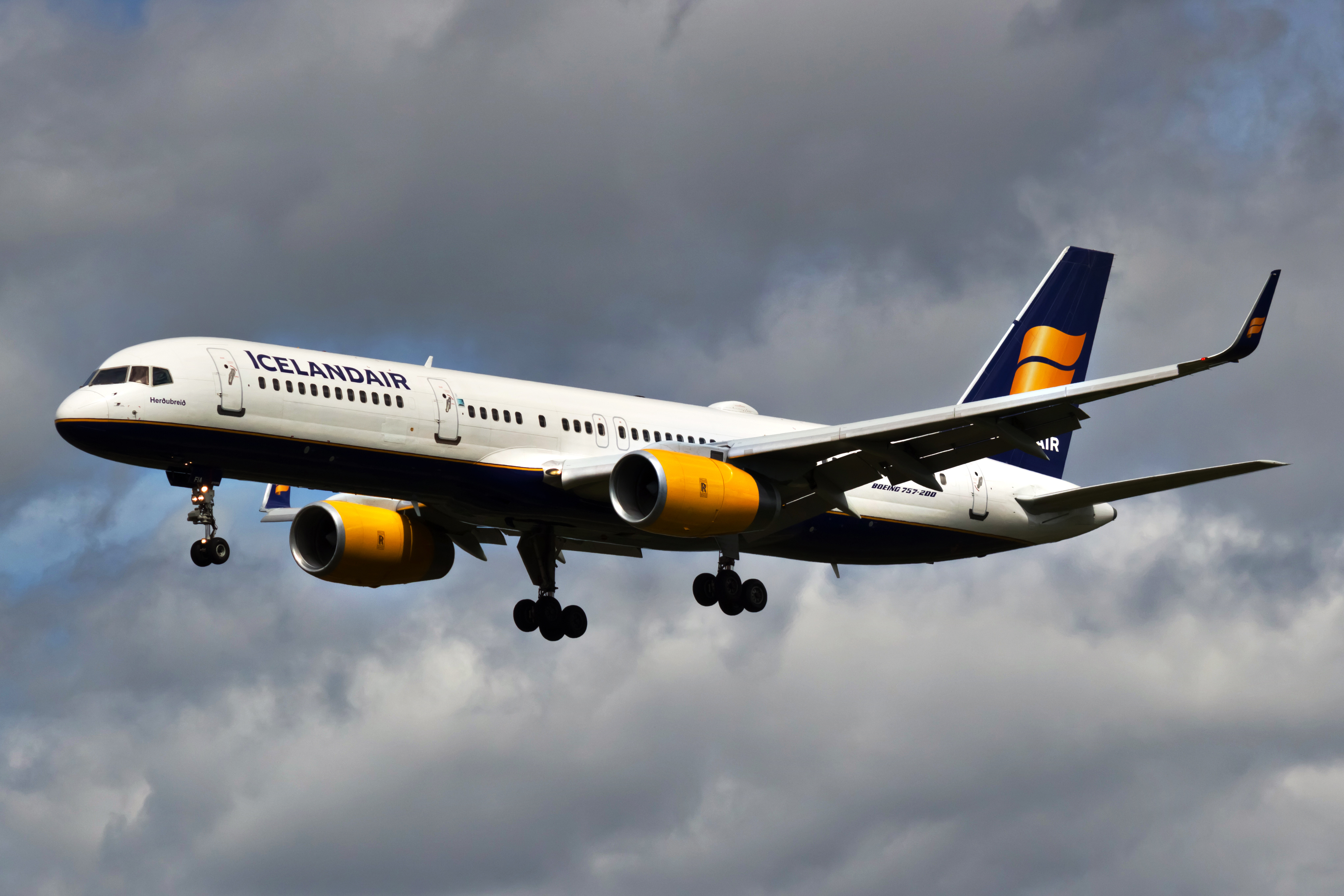
ボーイング757-200
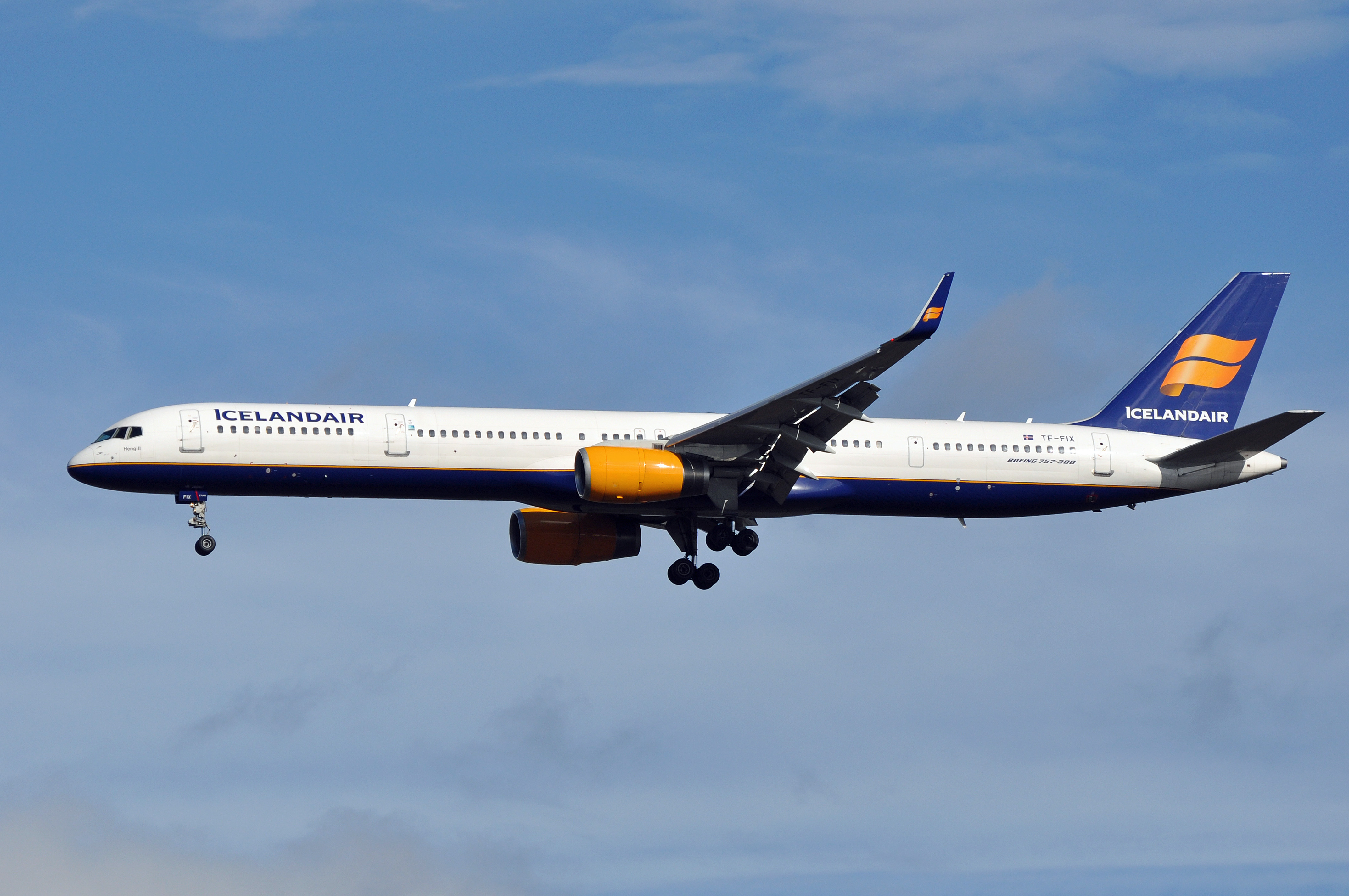
ボーイング757-300
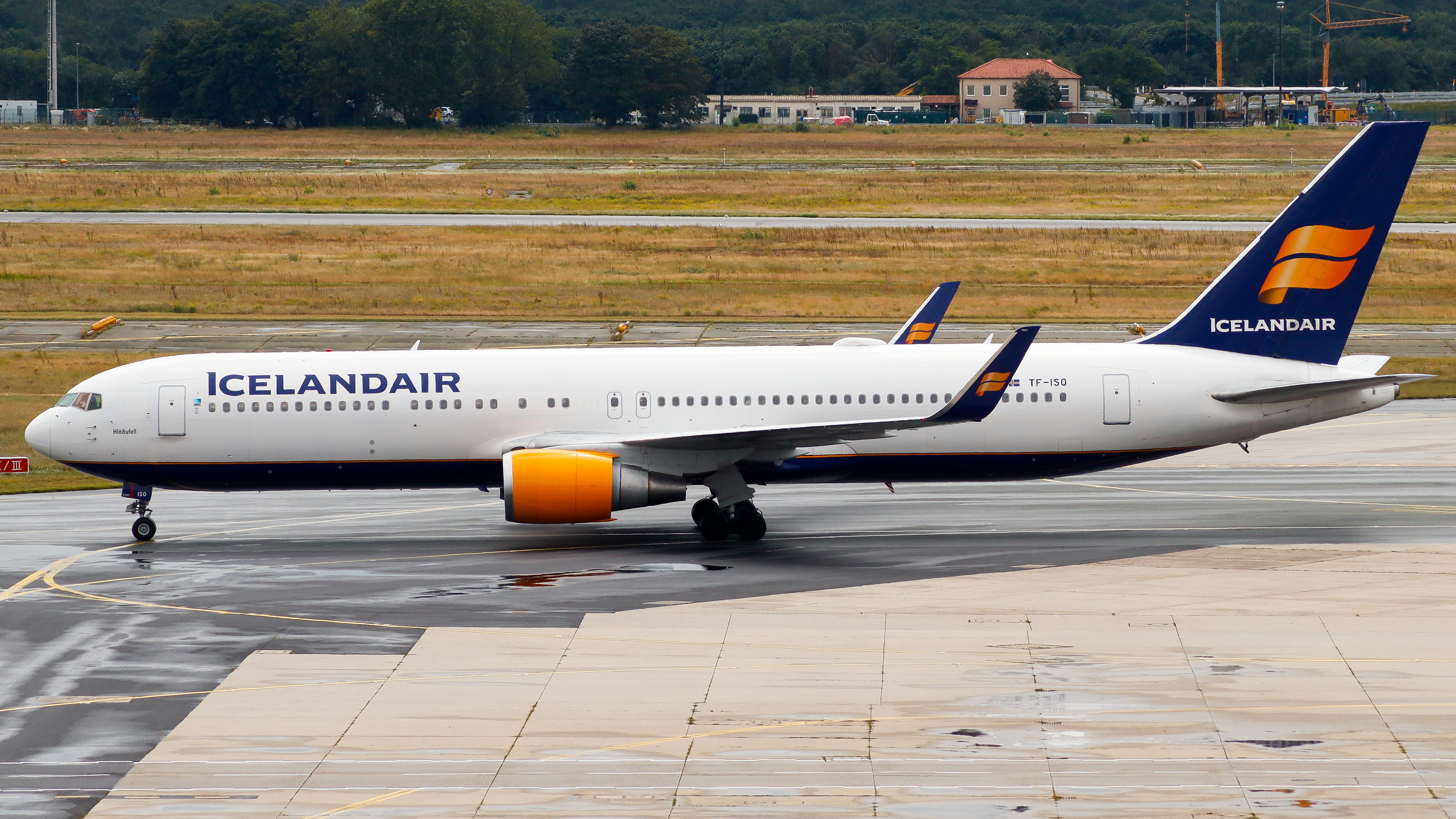
ボーイング767-300ER
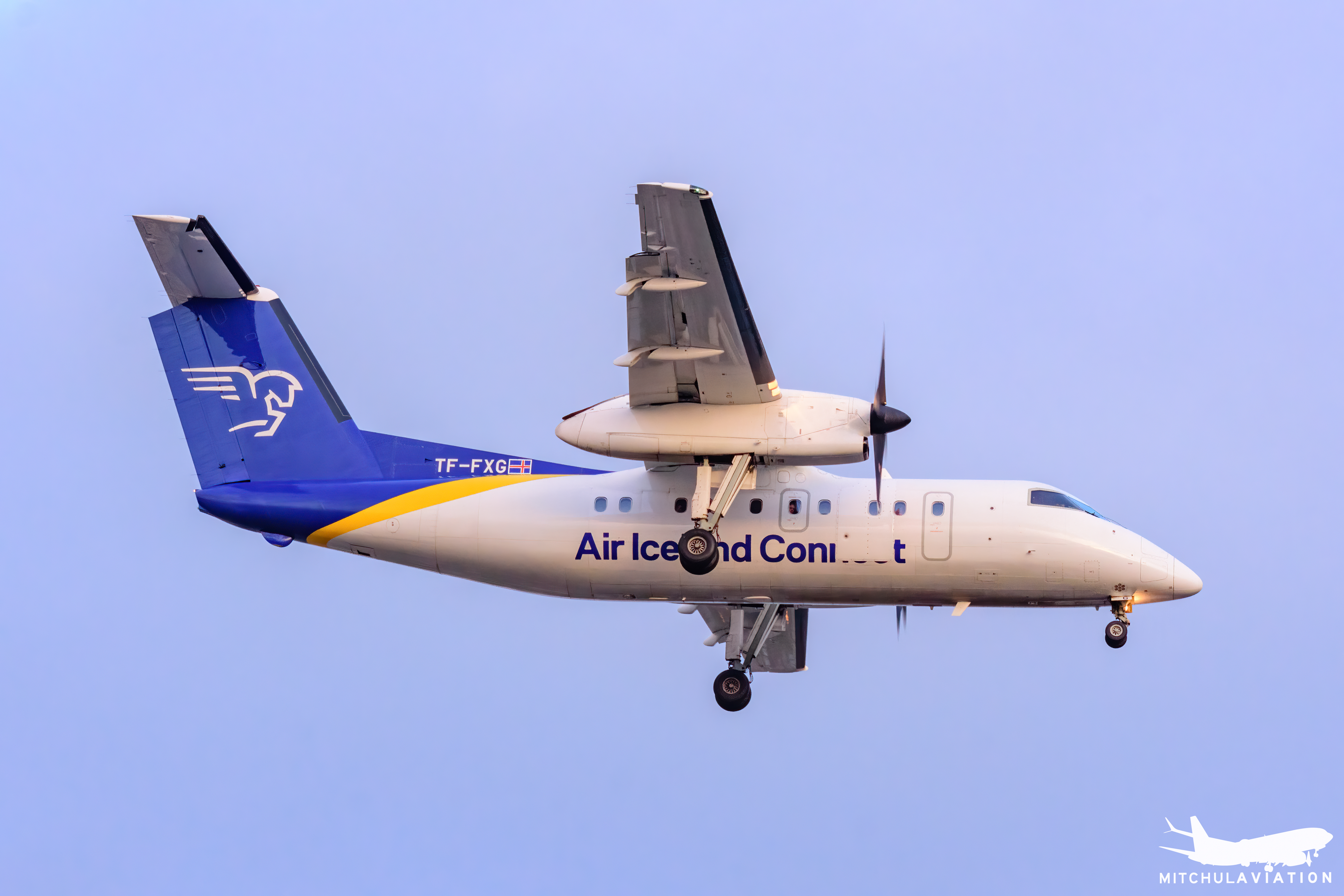
デ・ハビランド・カナダ DHC-8-Q200
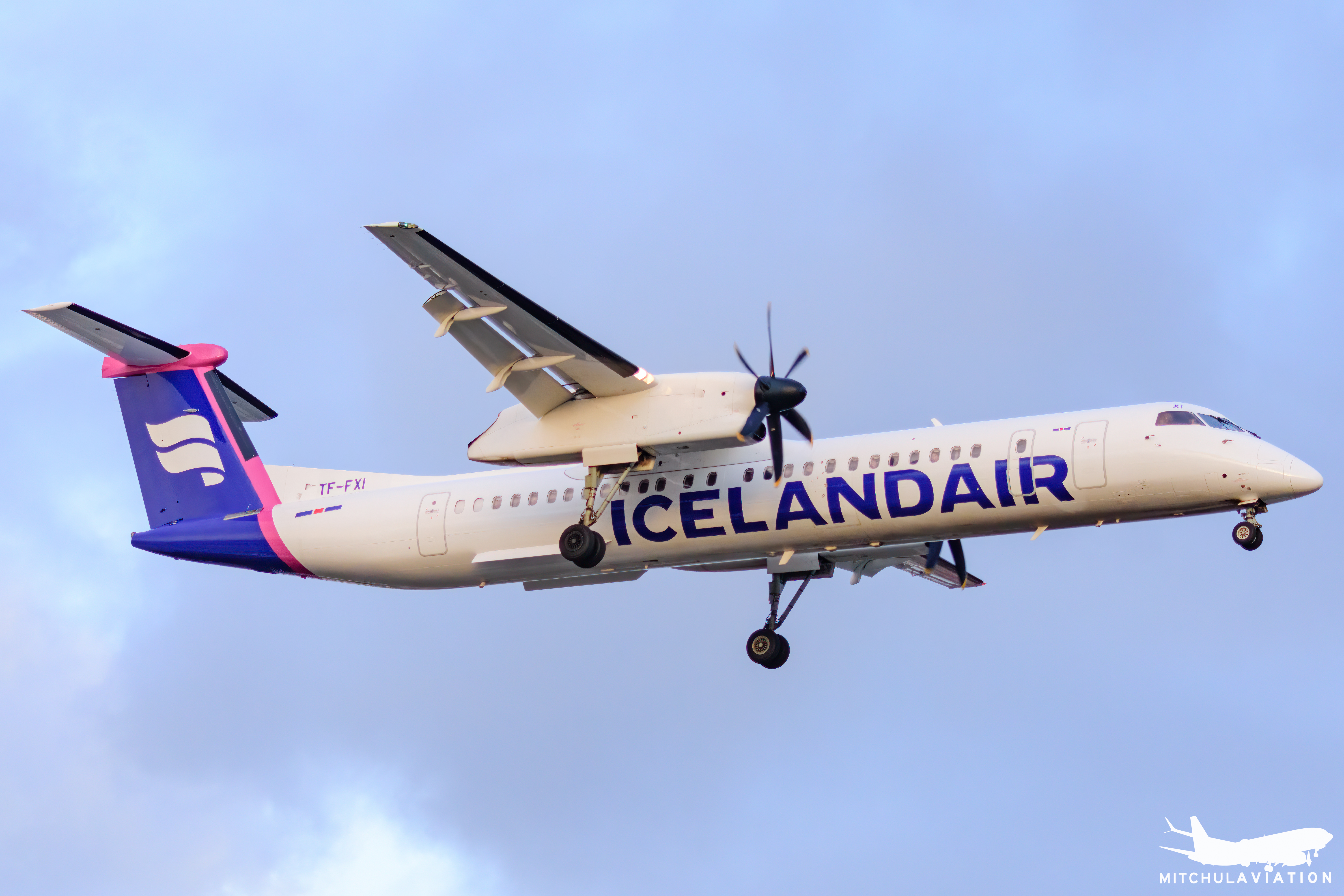
ボンバルディア DHC-8-Q400
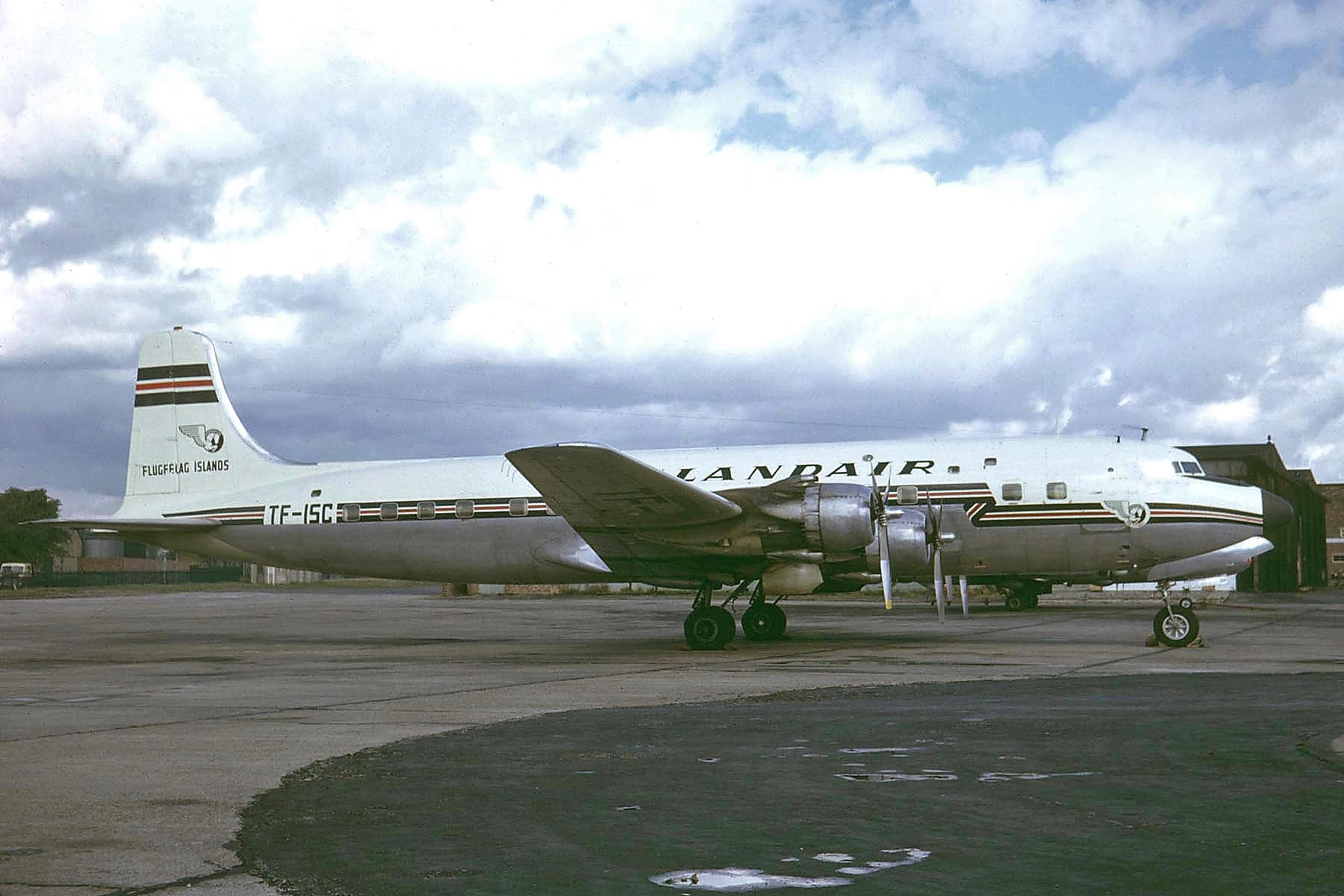
ダグラス DC-6B
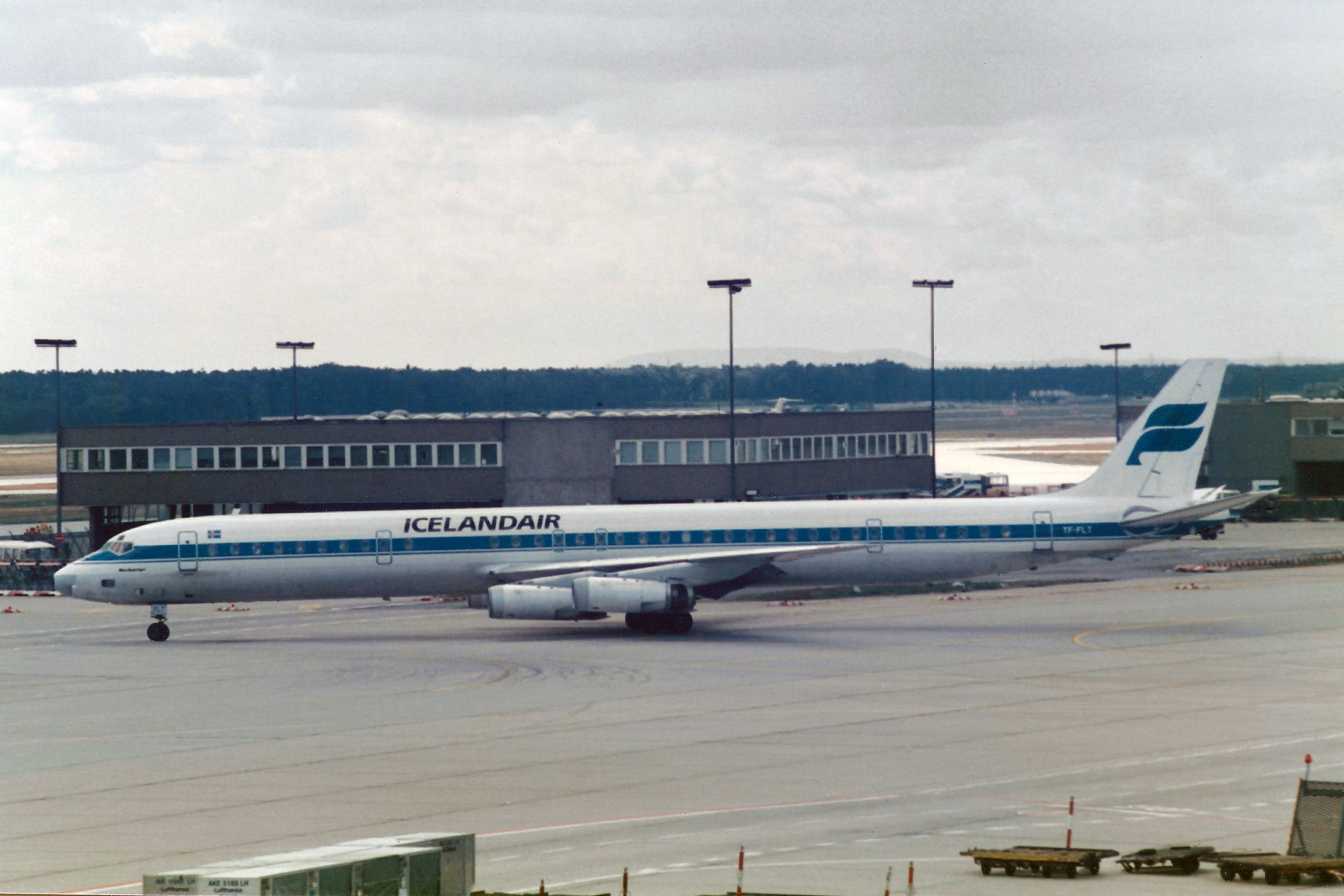
ダグラス DC-8-63
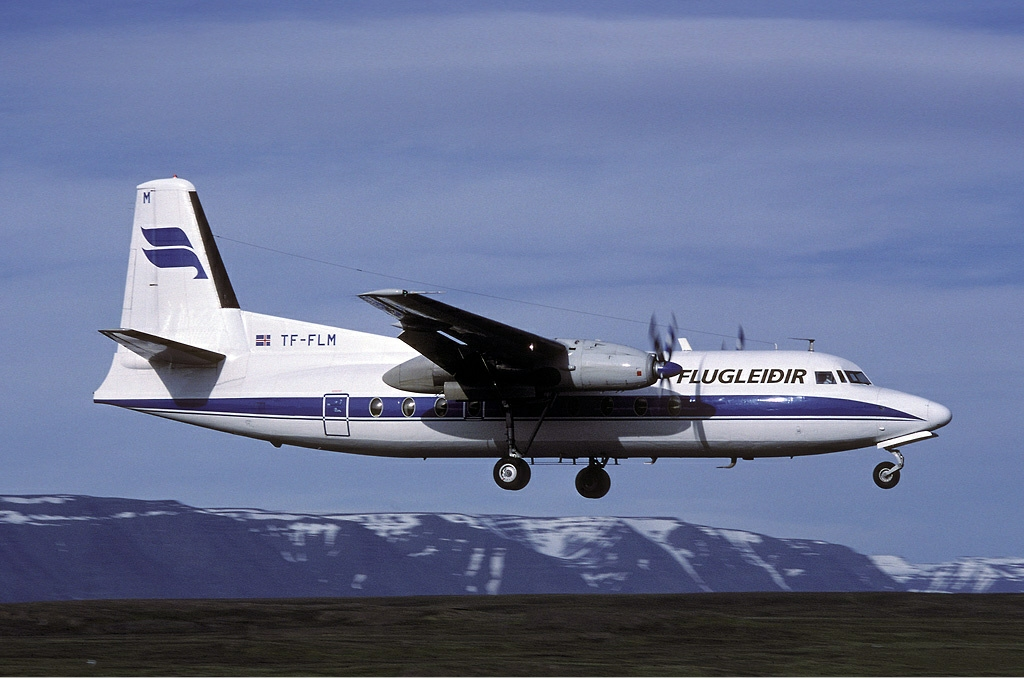
フォッカー F27
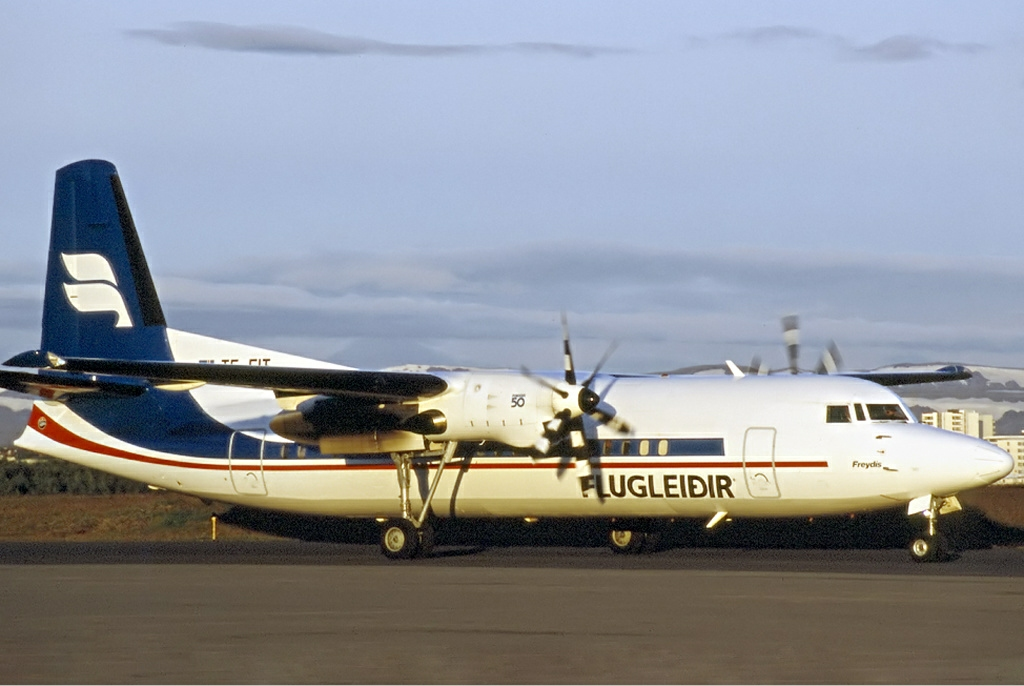
フォッカー 50
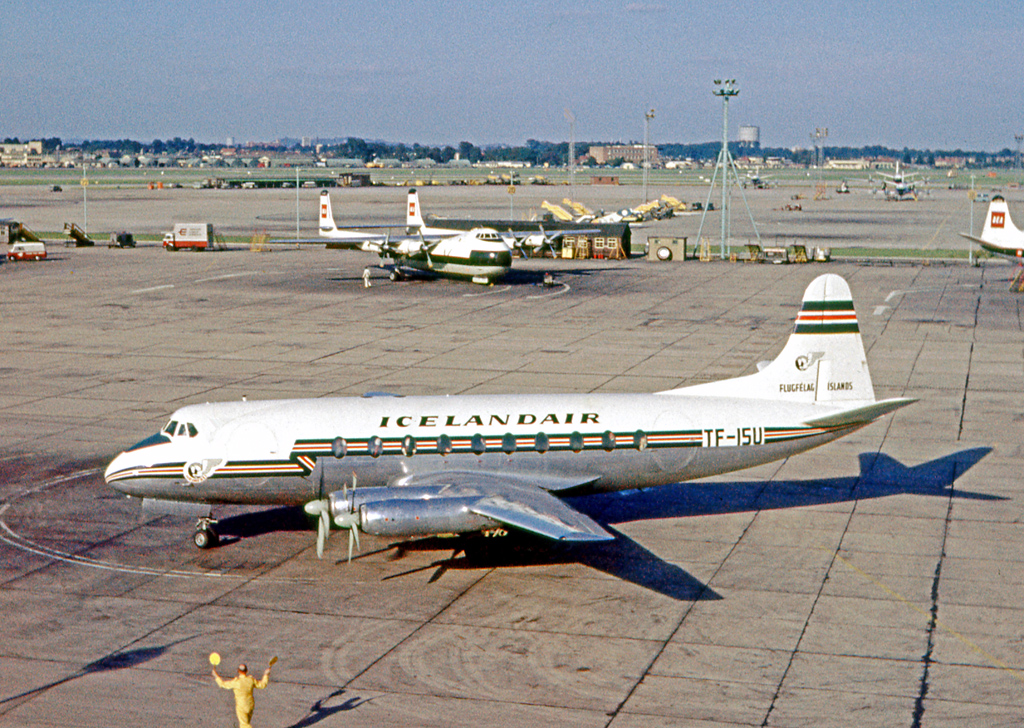
ビッカース バイカウント